# Jean-Baptiste Castanier
Pour les articles homonymes, voir Castanier.
Jean-Baptiste Castanier M.E.P., né le 7 janvier 1877 à Lacapelle-del-Fraisse (diocèse de Saint-Flour) et mort le 12 mars 1943 à Kobé (Japon), est un missionnaire français qui fut évêque d'Osaka. Sa devise était Diligamus opere et veritate. 

## Biographie
Jean-Baptiste Castanier naît dans une famille paysanne aisée dont les parents sont de fervents chrétiens et dont un oncle est prêtre. Il poursuit ses études secondaires au petit séminaire de Pléaux, puis entre comme aspirant aux Missions étrangères de Paris le 14 septembre 1894. Il est tonsuré le 22 septembre 1895, ordonné diacre le 25 février 1899 et prêtre le 23 septembre suivant. Il part pour la mission d'Osaka au Japon, le 15 novembre 1899 et y arrive en janvier 1900.
Il est d'abord envoyé à Kōchi pour apprendre le japonais et s'initier au ministère sous la direction du Père Trintignac,. En 1903, il est nommé curé de Maizuru, important port commercial et militaire donnant sur la mer du Japon. Deux ans plus tard, la guerre russo-japonaise met l'endroit en première ligne et grâce à son tact, le Père Castanier n'est pas expulsé par les autorités. En 1913, Mgr Chatron M.E.P. lui confie la paroisse d'Uchi-Awajimachi et  en 1914, celle de Tamatsukuri. Mais il doit bientôt repartir pour la France car il est mobilisé en 1915 à cause de la Première Guerre mondiale. Il est d'abord infirmier, puis part en 1916 pour Salonique dans un hôpital où il assiste les mourants, puis il est affecté au contrôle postal de l'armée d'orient sous les ordres du gendre anticlérical du général Sarrail. En 1918, il retourne comme infirmier en France. C'est alors qu'il est nommé évêque d'Osaka le 15 juin 1918 (Mgr Chatron est mort en avril 1917) et donc mis en disponibilité de l'armée en tant qu'évêque. Il est sacré évêque par Mgr Lecœur, évêque de Saint-Flour, le 29 août 1918 dans l'église d'Aurillac. Le nouvel évêque passe quelque temps en France à collecter des fonds pour son diocèse, puis s'embarque pour les États-Unis qu'il traverse en faisant encore des conférences pour collecter des fonds pour sa mission d'Osaka et enfin traverse le Pacifique.
Mgr Castanier voit son diocèse céder des portions de territoire à deux reprises : une première fois quand le vicariat apostolique d'Hiroshima est érigé en 1923 (déjà administré de manière autonome depuis 1921) et confié aux missionnaires allemands de la Compagnie de Jésus et une seconde fois quand c'est au tour de la préfecture apostolique de Kyoto d'être érigée en 1937; elle est confiée aux pères américains de Maryknoll. Le diocèse d'Osaka comprend alors trois provinces, celles d'Osaka, de Kobé et celle de Wakayama. Sous l'épiscopat de Mgr Castanier, douze nouveaux postes de missions sont ouverts et il invite plusieurs congrégations féminines et masculines à venir travailler chez lui, notamment dans le domaine de l'enseignement. Le diocèse d'avait que trois prêtres en 1918, il en a quatorze en 1943, avec vingt-huit grands séminaristes au séminaire interprovincial de Tokyo. Il est co-consécrateur le 1er mai 1921 en la cathédrale de Séoul du Serviteur de Dieu Bonifatius Sauer O.S.B., vicaire apostolique de Wonsan en Corée.
En septembre 1940, il doit donner sa démission comme tous les autres ordinaires et supérieurs du Japon, pour laisser la place à un Japonais, ainsi que le veut la nouvelle loi japonaise. L'heure est grave car le Japon a envahi depuis 1937 une grande partie de la Chine et ne fait plus partie de la Société des Nations. Il s'apprête à étendre son emprise dans une partie des empires coloniaux britannique et français en Extrême-Orient et en Asie du Sud-Est. C'est l'abbé Paul Yoshigoro Taguchi (ordonné en décembre 1928) qui est choisi pour lui succéder, d'abord en tant qu'administrateur apostolique (en novembre 1940). Le 9 février 1941, Mgr Castanier, revêtu de ses insignes pontificaux, entre, précédé de tout son clergé et de Mgr Taguchi, dans la cathédrale de l'Immaculée-Conception d'Osaka. Après le Veni Creator, il explique à la nombreuse assistance que la Société des Missions étrangères de Paris a rempli son but d'avoir installé une Église particulière autochtone et s'agenouille aux pieds de son successeur (qui sera consacré le 14 décembre 1941 par le délégué apostolique au Japon, Mgr Marella, une semaine après l'attaque de Pearl Harbour).
Mgr Castanier est nommé vicaire délégué de l'évêque et se retire en mars 1941 au presbytère de Sumiyoshi. Très vite, l'empire du Japon entre directement en guerre contre les puissances alliées. Le 12 mai suivant, il est nommé évêque titulaire de  Zenopolis-en-Isaurie (de). Le 27 janvier 1943, un érysipèle est diagnostiqué; il reçoit l'extrême-onction le 1er mars et il meurt à Kobé le 12 mars suivant, après quarante-trois ans de vie apostolique. Il est enterré au cimetière des étrangers de Kobé.